# Élections législatives de 1997 au Burkina Faso
Les élections législatives sont organisées au Burkina Faso le 11 mai 1997 pour renouveler l'Assemblée nationale, qui compte 111 députés. Le Congrès pour la démocratie et le progrès (CDP), parti du président Blaise Compaoré emporte une large majorité avec 101 députés sur 111.

## Résultats
| Parti                     | Parti                                                   | Voix      | %     | Députés | +/-           |
| ------------------------- | ------------------------------------------------------- | --------- | ----- | ------- | ------------- |
|                           | Congrès pour la démocratie et le progrès (CDP)          | 862 119   | 68,61 | 101     | 8             |
|                           | Parti pour la démocratie et le progrès (PDP)            | 219 543   | 10,11 | 6       | Nv            |
|                           | Alliance pour la démocratie et la fédération (ADF)      | 156 325   | 7,40  | 2       | 2             |
|                           | Rassemblement démocratique africain (RDA)               | 136 006   | 6,44  | 2       | 4             |
|                           | Parti socialiste burkinabè (PS)                         | 38 005    | 1,80  | 0       | 1             |
|                           | Parti africain de l'indépendance (PAI)                  | 31 381    | 1,49  | 0       | 2             |
|                           | Bloc socialiste burkinabè (BSB)                         | 27 493    | 1,30  | 0       | en stagnation |
|                           | Front des forces sociales (FFS)                         | 16 597    | 0,79  | 0       | Nv            |
|                           | Groupe des démocrates patriotes (GDP)                   | 12 652    | 0,60  | 0       | en stagnation |
|                           | Parti pour le progrès et le développement social (PPDS) | 11 408    | 0,54  | 0       | Nv            |
|                           | Les Verts du Burkina (VB)                               | 9 437     | 0,45  | 0       | en stagnation |
|                           | Mouvement pour la tolérance et le progrès (MTP)         | 7 117     | 0,34  | 0       | en stagnation |
|                           | Nouvelle démocratie sociale (NDS)                       | 2 855     | 0,14  | 0       | en stagnation |
|                           |                                                         |           |       |         |               |
| Suffrages exprimés        | Suffrages exprimés                                      | 2 111 978 | 96,18 |         |               |
| Votes blancs et invalides | Votes blancs et invalides                               | 83 887    | 3,82  |         |               |
| Total                     | Total                                                   | 2 195 865 | 100   | 111     | en stagnation |
| Abstentions               | Abstentions                                             | 2 786 756 | 65,93 |         |               |
| Inscrits / participation  | Inscrits / participation                                | 4 982 621 | 44,07 |         |               |